# Летники (Клепиковский район)
Летники — опустевший поселок станции в Клепиковском районе Рязанской области. Входит в состав Екшурского сельского поселения.

## География
Находится в северной части Рязанской области на расстоянии приблизительно 4 км на восток-юго-восток по прямой от районного центра города Спас-Клепики.

## История
Станция возникла после постройки Рязанско-Владимирской узкоколейной железной дороги, то есть 1898 года. Отмечена на карте 1924 года. После практической ликвидации железной дороги населенный пункт превратился в урочище.

## Население
Численность населения не была учтена как в 2002 году, так и в 2010.